# Sette orchidee macchiate di rosso
Sette orchidee macchiate di rosso (conocida en español como Siete orquídeas manchadas de rojo en España y Siete orquídeas manchadas de sangre en Hispanoamérica) es una película policíaca de 1972 dirigida por Umberto Lenzi y protagonizada por Antonio Sabàto, Uschi Glas y Pier Paolo Capponi.
Es una coproducción entre Italia y Alemania Occidental, siendo estrenada en este último país como Das Rätsel des silbernen Halbmonds (tdl. ‘El misterio de la media luna plateada’) y promocionada allí como parte de la serie de películas basadas en novelas de Edgar Wallace, que habían sido producidas hasta entonces en Alemania. La aparición de la actriz alemana Uschi Glas fue impuesta por los coproductores alemanes, y la editora Clarissa Ambach aparece acreditada sólo en la versión alemana de la película.

## Argumento
Varias mujeres empiezan a morir asesinadas. Una vez asesinadas, el asesino deja al lado de cada uno de los cadáveres un extraño amuleto con una media luna. Parece ser que todas están relacionadas con Giulia, que dos años antes regentaba un hotel y que ha podido salvar milagrosamente su vida, cuando el asesino quiso matarla.
El marido de Giulia por su lado, y la policía por otro, no pararán hasta dar con el culpable.

## Reparto
| Actor               | Personaje         |
| ------------------- | ----------------- |
| Antonio Sabàto      | Mario Gerosa      |
| Uschi Glas          | Giulia Torresi    |
| Pier Paolo Capponi  | Inspector Vismara |
| Rossella Falk       | Elena Marchi      |
| Marina Malfatti     | Kathy Adams       |
| Renato Romano       | El cura           |
| Claudio Gora        | Raffaele Ferri    |
| Gabriella Giorgelli | Ines Tamburini    |

## Producción
Hacia la década de 1970, Umberto Lenzi comenzó a centrar su atención en las películas poliziotteschi (un tipo de película policiaca hecha en Italia durante los Años de plomo) y sus contribuciones a la producción del giallo comenzaron a deteriorarse. La banda sonora de la película de Riz Ortolani toma prestado abundantemente de sus bandas sonoras anteriores, incluida Così dolce... così perversa y Una sull'altra.

### Rodaje
El rodaje se desarrolló entre el 6 de septiembre al 23 de octubre de 1971. El rodaje de la película tuvo lugar exclusivamente en Italia. La mayor parte del correspondiente rodaje se desarrolló en Roma y Spoleto, mientras que las tomas interiores también se rodaron en la capital italiana.
La película se estrenó en Italia el 24 de febrero de 1972, mientras que se estrenó en Alemania más tarde el 30 de junio de 1972.

## Recepción
La película no tuvo el éxito esperado. Eso contribuyó a que se acabase con ella la serie de películas alemanas basadas en novelas de Edgar Wallace compuesta por un total de 32 películas hechas en 13 años, la cual fue la más exitosa, rentable e impresionante que hubo en ese país.
En el presente la película ha sido valorada en los portales de información cinematográfica. En IMDb, recibió con 2900 votos registrados una media ponderada de 6,3 sobre 10. En Rotten Tomatoes, los usuarios, más de 100 en total, le dan una valoración de 3,2 de 5. En La Vanguardia, el 59 % de los usuarios registrados en ese periódico le dan al filme una valoración positiva.
El propio Lenzi declaró más tarde que la película estaba «magníficamente filmada».